# 독립상원그룹
독립상원당(네덜란드어: Onafhankelijke Senaatsfractie, OSF)는 1995년에 설립된 네덜란드의 중도주의 정당이다.